# 富岡 (浦安市)
富岡（とみおか）は千葉県浦安市にある地名。現行行政地名は富岡一丁目から富岡四丁目。郵便番号は279-0021。

## 地理
第1期海面埋立事業によって作られた中町地区に位置する。地域内は西部が戸建住宅街、東部がマンション、団地（京成サンコーポ）となっており、地域の西端に国道357号、首都高速湾岸線が通る。
一丁目に市立富岡小学校、市立富岡中学校、二丁目に順天堂大学医学部附属浦安病院、三丁目に浦安富岡郵便局、富岡公民館、京葉銀行浦安富岡支店、四丁目に中央公園がある。
東は今川、西は東野、南は弁天・鉄鋼通り、北は美浜と接している。

### 地価
住宅地の地価は、2014年（平成26年）1月1日に公表された公示地価によれば、富岡4-14-4の地点で24万4000円/m2となっている。

## 歴史

### 沿革
- 1968年（昭和43年）6月24日　第1期海面埋立事業により、東葛飾郡浦安町富岡を新設。
- 1981年（昭和56年）4月1日　市制施行により、浦安市富岡となる。
- 1983年（昭和58年）10月1日　住居表示施行により、浦安市富岡一丁目～四丁目となる。

### 地名の由来
明治後期、堀江の内田佐平次がこの地に16万m2に及ぶ池を作り、ウナギやボラの養殖を始めた。その後、池を養鰻業と割烹業を営む村林榮次郎という人物が買い受け、事業を拡大した。村林家の屋号が富岡だったため、この池が「富岡の池」と呼ばれるようになり、地名も「富岡」となった。

## 町名の変遷
「富岡」新設時
| 実施後 | 実施年月日      | 実施前（各町名ともその一部） |
| ------ | --------------- | ---------------------------- |
| 富岡   | 昭和43年6月24日 | （地名なし）                 |

住居表示施行時
| 実施後     | 実施年月日      | 実施前（各町名ともその一部） |
| ---------- | --------------- | ---------------------------- |
| 富岡一丁目 | 昭和58年10月1日 | 富岡                         |
| 富岡二丁目 | 昭和58年10月1日 | 富岡                         |
| 富岡三丁目 | 昭和58年10月1日 | 富岡                         |
| 富岡四丁目 | 昭和58年10月1日 | 富岡                         |

## 世帯数と人口
2017年（平成29年）10月31日現在の世帯数と人口は以下の通りである。
| 丁目       | 世帯数    | 人口    |
| ---------- | --------- | ------- |
| 富岡一丁目 | 351世帯   | 927人   |
| 富岡二丁目 | 599世帯   | 927人   |
| 富岡三丁目 | 1,444世帯 | 3,347人 |
| 富岡四丁目 | 319世帯   | 764人   |
| 計         | 2,713世帯 | 6,605人 |

## 小・中学校の学区
市立小・中学校に通う場合、学区は以下の通りとなる。
| 丁目       | 番地 | 小学校             | 中学校             |
| ---------- | ---- | ------------------ | ------------------ |
| 富岡一丁目 | 全域 | 浦安市立富岡小学校 | 浦安市立富岡中学校 |
| 富岡二丁目 | 全域 | 浦安市立富岡小学校 | 浦安市立富岡中学校 |
| 富岡三丁目 | 全域 | 浦安市立富岡小学校 | 浦安市立富岡中学校 |
| 富岡四丁目 | 全域 | 浦安市立富岡小学校 | 浦安市立富岡中学校 |

## 施設
- 浦安市立富岡保育園
- 浦安市立富岡幼稚園
- 浦安幼稚園
- 浦安市立富岡小学校
- 浦安市立富岡中学校
- 富岡公民館
  - 浦安市立中央図書館富岡公民館図書室
- 中央公園
- 浦安富岡郵便局
- 京葉銀行浦安富岡支店
- 順天堂大学医学部附属浦安病院
- 浦安中央病院